# ESPN Latin America
ESPN Latin America est une chaîne du groupe américain ESPN qui diffuse des programmes en Amérique latine. Elle ne doit pas être confondue avec ESPN Deportes, qui est elle diffusée en langue espagnole aux États-Unis. ESPN Latin America n'est disponible qu'en Amérique Latine et ne diffuse presque aucun des programmes américains pour des raisons de droits de retransmissions. Elle propose des retransmissions de football et des matchs de baseball latino-américains. Elle est diffusée dans les caraïbes sous le nom ESPN Caribbean.
Comme le reste du réseau ESPN, ESPN Latin America appartient à 80 % à la Walt Disney Company et à 20 % à Hearst Corporation.

## Historique
ESPN Latin America fut lancée en 1989 avec quelques programmes des chaînes américaines retransmis et traduits en espagnol. La langue anglaise est parfois disponible sur un second canal audio.
ESPN Inc ajouta assez rapidement de nouvelles chaînes afin de créer un bouquet autour de ESPN Latin América.
Ainsi dès 1996, ESPN Dos est lancée dans la région du Mexique et des Caraïbes, elle reprend le principe d'ESPN2.
En 2002 démarra ESPN Más qui est diffusée dans la région du Río de la Plata (Argentine, Uruguay, Paraguay et Bolivie).
Le 15 décembre 2005, l'offre brésilienne s'étend car la chaîne ESPN Latin America est aussi retransmise en version sous-titrée portugaise (ou traduite) en complément de la chaîne régionale ESPN Brasil.
Le 8 janvier 2011, ESPN signe un contrat de 3 ans avec le West Indies Cricket Board pour diffuser les matchs de cricket sur ESPN Caribbean et ESPN3.

## Aspect économique
De nombreuses publicités diffusées sur la chaîne ESPN Latin America sont pour des sociétés mexicaines, vénézuéliennes et argentines en raison du fort taux de souscripteurs dans ces pays.
ESPN Latin America est en forte compétition avec la chaîne FOX Sports Latin America du réseau News Corporation diffusée depuis Los Angeles (anciennement nommée Fox Sports Americas). À la différence d'ESPN, Fox Sports propose deux zones de diffusion, dans les Caraïbes où les événements sportifs sont principalement du baseball et en Amérique du Sud où c'est plutôt le football.
En novembre 2005, Disney et ESPN ont réorganisé leurs offres de chaînes sur l'Amérique latine et l'Amérique du Sud. Disney était associé à HBO pour la diffusion de ses chaînes et ESPN Latin America gérait les chaînes ESPN. Les deux entités ont été regroupées sous le nom Disney & ESPN Media Networks Latin America et l'association avec HBO a été conservée.

## Programmes

### Football
- Ligue des champions
- Ligue Europa
- Championnat d'Espagne de football (Amérique du Sud)
- Championnat d'Angleterre de football (Amérique du Sud)
- Championnat d'Italie de football
- Championnat d'Allemagne de football
- Championnat de France de football
- Championnat du Portugal de football
- Championnat des Pays-Bas de football
- FA Cup
- Éliminatoires UEFA
- Major League Soccer
- Primera División de Argentina (sauf Argentina)

### Tennis
- Grand Chelem de tennis
- ATP World Tour Masters 1000
- ATP World Tour Finals

### Rugby
- Coupe du monde de rugby à XV
- Rugby Championship
- Americas Rugby Championship
- Super Rugby
- Tournoi des Six Nations
- Coupe d'Europe de rugby à XV
- Championnat de France de rugby à XV
- Championnat d'Angleterre de rugby à XV
- Rugby UAR
- Rugby URBA

### Outres
- Jeux Olympiques (2012-)
- National Basketball Association
- Major League Baseball
- National Football League
- NCAA
- UCI World Tour
- Grand Prix moto
- IndyCar Series
- PGA Tour
- Kentucky Derby
- Hockey sur gazon
- Polo